# ...Pa srečno v prihodnosti!
...Pa srečno v prihodnosti je peti studijski album ljubljanske alternativne rock skupine Srečna mladina, izdan 25. maja 2010 pri založbi Kapa Records.
Plošča je na festivalu Tresk prejme prvo nagrado za najboljši design slovenskih plošč v letu 2010 – vizualno podobo je izdelal Ivian Kan Mujezinović (Čao Portorož).

## Ozadje
Marca 2009 je saksofonist in klaviaturist Tim Kostrevc zapustil skupino. Tako je ...Pa srečno v prihodnosti! prva plošča skupine, na kateri ne sodeluje kot glasbenik (vendar pa za ploščo posredno prispeval njen naslov). V začetku leta 2010 se je v prostoru za vaje (za to priložnost poimenovanem Studio Codelli) začelo 14-dnevno snemanje nove plošče. Ploščo je zmiksal in koproduciral Julij Zornik, za mastering pa je poskrbel Gregor Zemljič.

## Promocija
25. maja 2010 je na promocijskem koncertu ob uradnem izidu plošče na letnem vrtu Gala Hale (AKC Metelkova mesto) skupina predstavila tudi prvi videospot za skladbo »Še ena snežna kepa« (režirala člana Benjamin produkcije – Anže Verdel in Gregor Andolšek). Preostanek leta so posvetili nastopom po klubih in festivalih, med drugim so odigrali tudi štiri koncerte na Slovaškem, kamor jih povabi slovaška skupina Chiki liki tu-a. Poleg lastnih koncertov so redno gostovali v gledališki predstavi To so gadi Šodr teatra (premiera je bila aprila 2010), ki jo je po legendarnem slovenskem filmu režirala Tijana Zinajić, Srečna mladina pa je v predstavi izvajala glasbeno podlago v živo. Odigrano je bilo več kot 30 ponovitev, predstava pa je bila maja 2013 še vedno na rednem repertoarju.

## Seznam pesmi
Vso glasbo je napisala skupina Srečna mladina. Vsa besedila je napisal Peter Dekleva, razen kjer je to navedeno.
1. »Bürokratia Paranoia« – 8:53
2. »... pa srečno v prihodnosti!« – 4:46
3. »Snežna kepa« – 6:03
4. »Še ena snežna kepa« – 5:59
5. »Nejča« – 0:59
6. »Ogledalo« – 2:59
7. »Moj prijatelj Brut« – 6:14
8. »Toubab« – 11:39
9. »Viagra« (Gašper Gantar) – 4:03
10. »_Kolo_« – 5:08
11. »brez naslova« – 7:28

## Zasedba
Srečna mladina
- Peter Dekleva — kitara, glas, klaviature
- Vlado Mihajlović — kitara, glas
- Andrej Zavašnik — bobni, tolkala
- Gašper Gantar — bas kitara, glas

Ostale zasluge
- Julij Zornik — koproducent, miksanje
- Gregor Zemljič — mastering v Earresistible Studiu
- Ivian Kan Mujezinović — oblikovanje